# Сийлін'ярві
Сіілін'ярві (фін. Siilinjärvi) — громада в провінції Північне Саво, губернія Східна Фінляндія, Фінляндія. Загальна площа території — 507,81 км², з яких 106,85 км² — вода.
У 2014 році біотехнічна та хімічна компанія Reagena з Північного Саво представила у своїй лабораторії в Сіілін'ярві перший у світі експрес-тест на кліщовий енцефаліт. Крім того, Сіілін'ярві відоме як батьківщина відомого фінського політика Юрки Катайнена, який розпочинав свою кар'єру в міській раді, та місце дислокації винищувачів-бомбардувальників ВПС Фінляндії Hornet F-18, а у 2019 р. місто потрапило в новинні зведення завдяки тому, що лотерейний квиток, куплений у складчину п'ятдесятьма городянами, виграв 92 мільйони євро.
| Фінляндія | Це незавершена стаття з географії Фінляндії. Ви можете допомогти проєкту, виправивши або дописавши її. |

1. 1 2  https://www.stat.fi/org/avoindata/paikkatietoaineistot/kuntapohjaiset_tilastointialueet.html
2. ↑  Suomen pinta-ala kunnitain 1.1.2023 — MML.
3. ↑  Population growth biggest in nearly 70 years — Statistics Finland.
4. ↑  http://www.stat.fi/meta/luokitukset/kunta/001-2012/luokitusavain_ks.html
5. ↑  Kuntien ja kielisuhdeluokituksen 2024 välinen luokitusavain, Klassificeringsnyckeln mellan kommuner och språklig indelning år 2024, The correspondence table between municipalities and language distribution in 2024 — Statistics Finland, 2024.